# ۹۰۸ (قمری)
۹۰۸ (قمری)، نهصد و هشتمین سال در گاهشماری هجری قمری است. اول محرم این سال برابر با هفدهم ژوئیه سال ۱۵۰۲ میلادی است.

## وابسته
- شاه اسماعیل یکم
- ابن حنبلی